# HD174005
HD174005 — подвійна зоря. 
Ця подвійна система має видиму зоряну величину в смузі V приблизно 6,5.
Вона розташована на відстані близько 526,9 світлових років від Сонця.

## Подвійна зоря
Головна зоря цієї системи належить до хімічно пекулярних зір й має спектральний клас A2.
Інша компонента має  спектральний клас A6.

## Фізичні характеристики
Зоря HD174005 обертається 
досить швидко 
навколо своєї осі. Проєкція її екваторіальної швидкості на промінь зору становить  Vsin(i)= 87км/сек.